# Mirador de Céllecs
El Mirador de Céllecs es troba al Parc de la Serralada Litoral, concretament a Vilanova del Vallès (el Vallès Oriental).
No és un mirador oficial, ja que es tracta simplement d'un aflorament rocallós situal al peu del Turó de Céllecs, al vessant est. No hi ha cap estructura, però els gairebé 500 metres d'altura i la manca de bosc al davant permeten admirar una àmplia panoràmica dels vallesos i moltes altres comarques a la llunyania.
Si seguim un curt corriol que surt a la dreta del mirador, en direcció nord, tindrem una molt bona vista del Turó de Mataró (amb la torre de guaita) i la millor de totes les vistes sobre la Roca del Contravent.
És ubicat a Vilanova del Vallès: situats a Sant Bartomeu de Cabanyes, prenem la pista que surt en direcció oest. La pista puja i més endavant gira en direcció sud i passa a prop dels tres turons de la zona. Un cop passat el collet que hi ha entre els turons de Mataró (també anomenat del Castell) i de Céllecs veurem, a peu de pista i a la dreta, una roca gran amb pintures de GR i PR (aquest és el punt exacte). Coordenades: x=444869 y=4601095 z=489.